# Little Old New York (film 1923)
Little Old New York è un film muto del 1923 diretto da Sidney Olcott. Travestita da ragazzo, Marion Davies impersona una giovane irlandese che arriva in una New York ottocentesca, ribollente della vitalità che è propria a una città diventata centro nevralgico dell'emigrazione. Con centinaia di migliaia di nuovi arrivati che provengono in continuazione da tutto il mondo, New York è la porta per cui si deve giocoforza passare. Ma è anche una città che si sta costruendo una propria stabilità sociale, con frizioni e sommovimenti improvvisi.

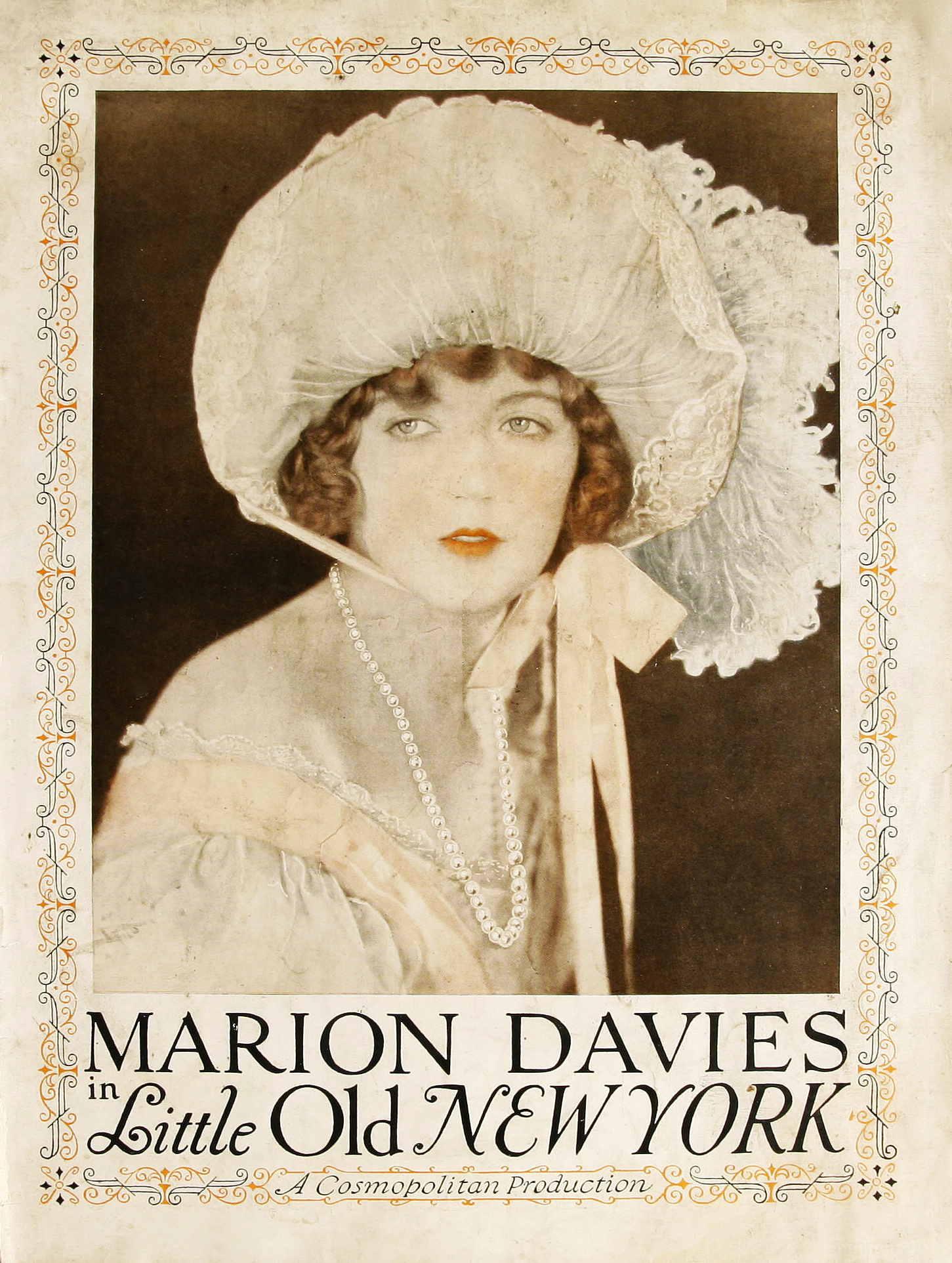

La commedia Little Old New York di Rida Johnson Young fu un clamoroso successo teatrale. Messa in scena al Plymouth Theatre l'8 settembre 1920, tenne il cartellone per 308 repliche, chiudendo l'anno dopo, nel giugno 1921. Pat O'Day era interpretata da Genevieve Tobin. Nel cast, si segnalava anche la presenza di Donald Meek, in uno dei ruoli di contorno.
Nel 1940, la commedia fu ripresa in I ribelli del porto. Il film era diretto da Henry King e il ruolo di Pat O'Day era interpretato da Alice Faye.

## Trama
Patrick O'Day, debole e malaticcio, è imbarcato su un piroscafo che, dalla natia Irlanda, lo sta portando a New York. Assistito dalla sorella, Patrick muore durante il viaggio. Gli O'Day sono una famiglia molto povera, erede però di una grossa fortuna. Ma la morte dell'erede maschio li esclude ormai dal testamento. Patricia, allora, si traveste da ragazzo e si fa passare per il fratello. Nessuno sospetta la verità, men che meno il giovane Larry Delavan, cui dovrebbe andare adesso l'eredità. La ragazza si farà scoprire quando assisterà a un incontro di boxe illegale: avendo interrotto l'incontro, starà per essere frustata in pubblico. Terrorizzata, rivelerà il suo vero sesso. Larry, che la difende, finirà per dichiararle il suo amore.

## Produzione
Il film fu prodotto dalla Cosmopolitan Productions di William Randolph Hearst, che produsse il film, veicolo per la diva Marion Davies.

## Distribuzione
Distribuito dalla Goldwyn-Cosmopolitan Distributing Corporation, il film uscì nelle sale cinematografiche USA il 1º agosto 1923. Copia del film viene conservata negli archivi della Library of Congress.

### Date di uscita
- USA: 1º agosto 1923
- Finlandia: 23 febbraio 1925
- Francia: 15 maggio 1925